# Солнечная долина (вино)
Солнечная долина — марочное десертное белое вино, производимое винодельческим предприятием «Солнечная долина» в Крыму.

## Основные характеристики
Марка вина была создана виноделами Крыма в 1955 году. Название получила по месту произрастания винограда — в Солнечной Долине около города Судака.
При приготовлении вина используют до 30 сортов винограда, среди которых аборигенные белые сорта, произрастающие в Солнечной Долине: Сары Пандас, Кокур белый, Солдайя, Солнечнодолинский, Кок Пандас, Капсельский белый и другие. Вместе с аборигенными сортами используется до 15—20 % фурминта, харшлевелю (так называемые токайские сорта) и белого муската.
Вино созревает в дубовой таре в течение трёх лет в винных подвалах помесьья «Архадерессе», построенных Л. С. Голицыным около деревни Богатовка в конце XIX века.
Цвет вина — от золотистого до янтарного. Кондиции: спирт — 16 %, сахар — 16 %, титруемые кислоты — 6 г/л.

## Награды
Вино удостоено нескольких золотых медалей на различных международных конкурсах, первые из которых были получены в 1955 и 1958 годах в Югославии и в 1958 году в Венгрии. Вино получило золотую медаль на Втором международном конкурсе виноградных вин и коньяков в Ялте в 1970 году.
Согласно документу С 146/32 от 4 июня 2010 года наименование Солнечная долина распознается Европейским Союзом как зарегистрированный регион производства вина на Украине, с написанием Сонячна долина/Soniachna Dolyna.